# Balaguier-d'Olt
Balaguier-d'Olt är en kommun i departementet Aveyron i regionen Occitanien i södra Frankrike. Kommunen ligger  i kantonen Capdenac-Gare som ligger i arrondissementet Villefranche-de-Rouergue. År 2022 hade Balaguier-d'Olt 175 invånare.

## Befolkningsutveckling
Antalet invånare i kommunen Balaguier-d'Olt
Referens: INSEE